# Brontometer
Brontometer är en apparat som firman Richard Frères i Paris på begäran av den brittiske meteorologen George James Symons 1888 som samtidigt ville registrera vindhastighet, regnintensitet, blixt, exakt tid för bullrets varaktighet, början av, varaktighet och intensitet av hagelfall samt lufttryck under åskväder. Enklare och även effektivare apparater för samma ändamål konstruerades senare, där även luftelektriska förändringar beaktades.